# Валрам фон Юлих-Бергхайм
Валрам фон Юлих-Бергхайм (на немски: Walram von Jülich-Bergheim; † 1271) е граф на Юлих, господар на Бройх (днес част от Мюлхайм ан дер Рур) и Бергхайм в Северен Рейн-Вестфалия. 
Той е вторият син на граф Вилхелм III фон Юлих († 1218 в битката при Дамиета) и съпругата му Матилда фон Лимбург († сл. 1234), дъщеря на херцог Валрам IV фон Лимбург и Кунигунда, дъщеря на херцог Фридрих I от Лотарингия. Баща му е убит 1218 г. в битката при Дамиета в Египет.
Брат е на Вилхелм IV († 1278), граф на Юлих, и на Дитрих († 1236), монах в Корнелимюнстер.

## Фамилия
Валрам фон Юлих се сгодява през януари 1249 и се жени 1252/53 г. за Мехтхилд фон Мюленарк († сл. 1254), дъщеря на Конрад фон Мюленарк-Томбург († 1263/1265) и първата му съпруга Мехтилд фон Хохщаден фон Аре и Хохщаден († 1243/сл. 1249), дъщеря на граф Лотар I фон Аре-Хохщаден († 1222) и Мехтилд фон Вианден († 1241/1253). Те имат един син:

- Валрам фон Юлих, господар на Бергхайм († 1309/1312), сгоден na 19 март 1288 или на 9 май 1290 г. за Имагина фон Вестербург († сл. 17 август 1308), дъщеря на Хайнрих I фон Вестербург († 5 юни 1288 в битката при Воринген) и Агнес фон Изенбург-Лимбург († сл. 1319)